# لی چول-سونگ
لی چول-سونگ (انگلیسی: Lee Chul-seung؛ زادهٔ ۲۹ ژوئن ۱۹۷۲) بازیکن تنیس روی میز اهل کره جنوبی بود.